# Два часа ночи, или Возвращение мужа
«Возвращение мужа» (англ. Two AM; or, The Husband's ReturnReturn) — британский короткометражный немой комедийный фильм 1896 года, снятый Робертом У. Полом, в котором пьяный муж возвращается домой поздно ночью, к раздражению своей жены. Фильм считался утерянным в течение многих лет, прежде чем его копия была найдена в частной коллекции.
Фильм, который «почти наверняка был создан на основе одновременной постановки», по словам Майкла Брука из BFI Screenonline, представляет собой «исследование часто довольно рискованного языка тела, когда муж довольно пьян, а жена полна решимости чтобы, спорить с ним и как можно быстрее раздеть и уложить в постель».  

## В ролях
- Поль Клерже — муж
- Мисс Рос-Селвик — жена